# Sturup Raceway

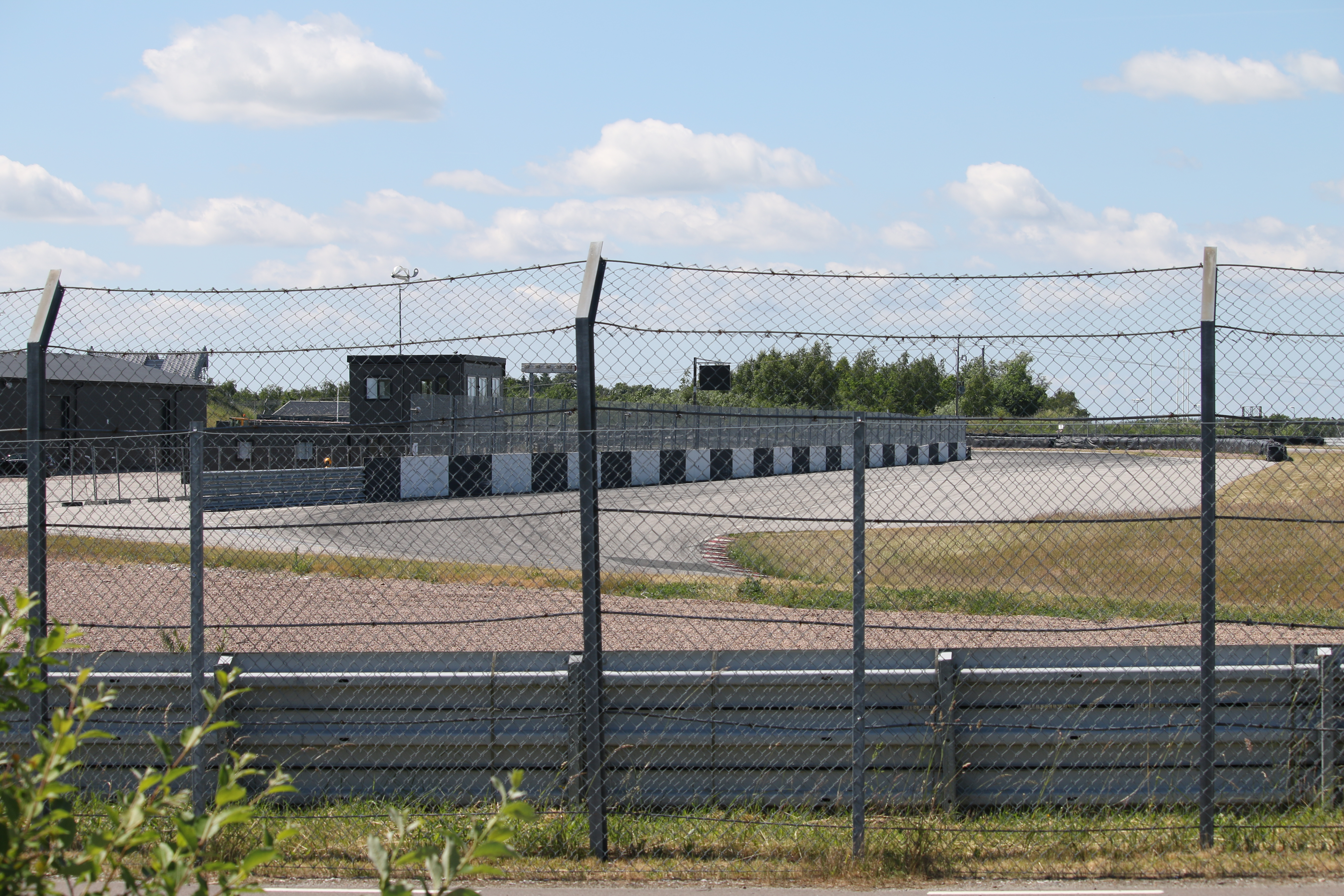
Sturup Raceway

Sturup Raceway, under rallycrosstiden känd som Sturupsbanan och senare Skånecrossbanan, är en 2 133 meter lång racerbana belägen utanför Malmö Airport. Banan invigdes 1972 som en grusbana för rallycross, men år 1990 förlängdes och asfalterades den. Banan var då 1 100 meter lång, men detta kom att utökas något år 2002. En ytterligare förlängning gjordes mellan 2004 och 2005, då den utökades till 2 133 meter. Banan användes fram till säsongen 2008 av Swedish Touring Car Championship och Danish Touringcar Championship, men inget av mästerskapen återvände 2009. STCC, nu under namnet Scandinavian Touring Car Championship, kom dock tillbaka till Sturup säsongen 2012.
Banan ägdes tidigare av fastighetsbolaget Centerplan. Centerplan gick dock i konkurs år 2009 och banan köptes upp av racerföraren Cemoni Ohlsson.